# Kamienica przy Placu Uniwersyteckim 13 we Wrocławiu
Kamienica przy Placu Uniwersyteckim 13 – kamienica znajdująca się w centrum Wrocławia, na Placu Uniwersyteckim, siedziba Wrocławskiego Instytutu Informacji Naukowej i Bibliotekoznawstwa. 

## Historia
Kamienica została wzniesiona w XVIII wieku jako pięciokondygnacyjny, trzyosiowy budynek o fasadzie w stylu neogotyckim. Trzy okna ostatniej kondygnacji mają formę ostrołucznych otworów okiennych. 

### Po 1945
W 2008 i w 2013 roku kamienica została wyremontowana. 